# Kragglanssteklar
Kragglanssteklar (Eurytomidae) är en familj av steklar som beskrevs av Walker 1832. Enligt Catalogue of Life ingår kragglanssteklar i överfamiljen glanssteklar, ordningen steklar, klassen egentliga insekter, fylumet leddjur och riket djur, men enligt Dyntaxa är tillhörigheten istället ordningen steklar, klassen egentliga insekter, fylumet leddjur och riket djur. Enligt Catalogue of Life omfattar familjen Eurytomidae 1267 arter. 

## Bildgalleri

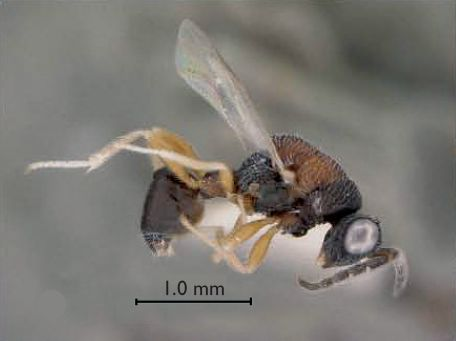
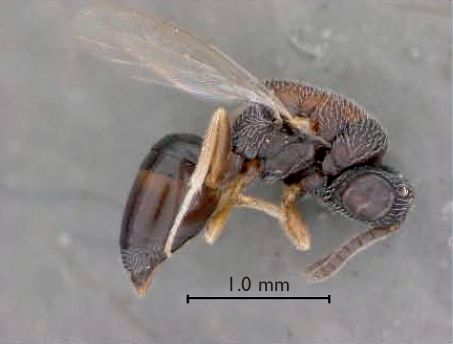
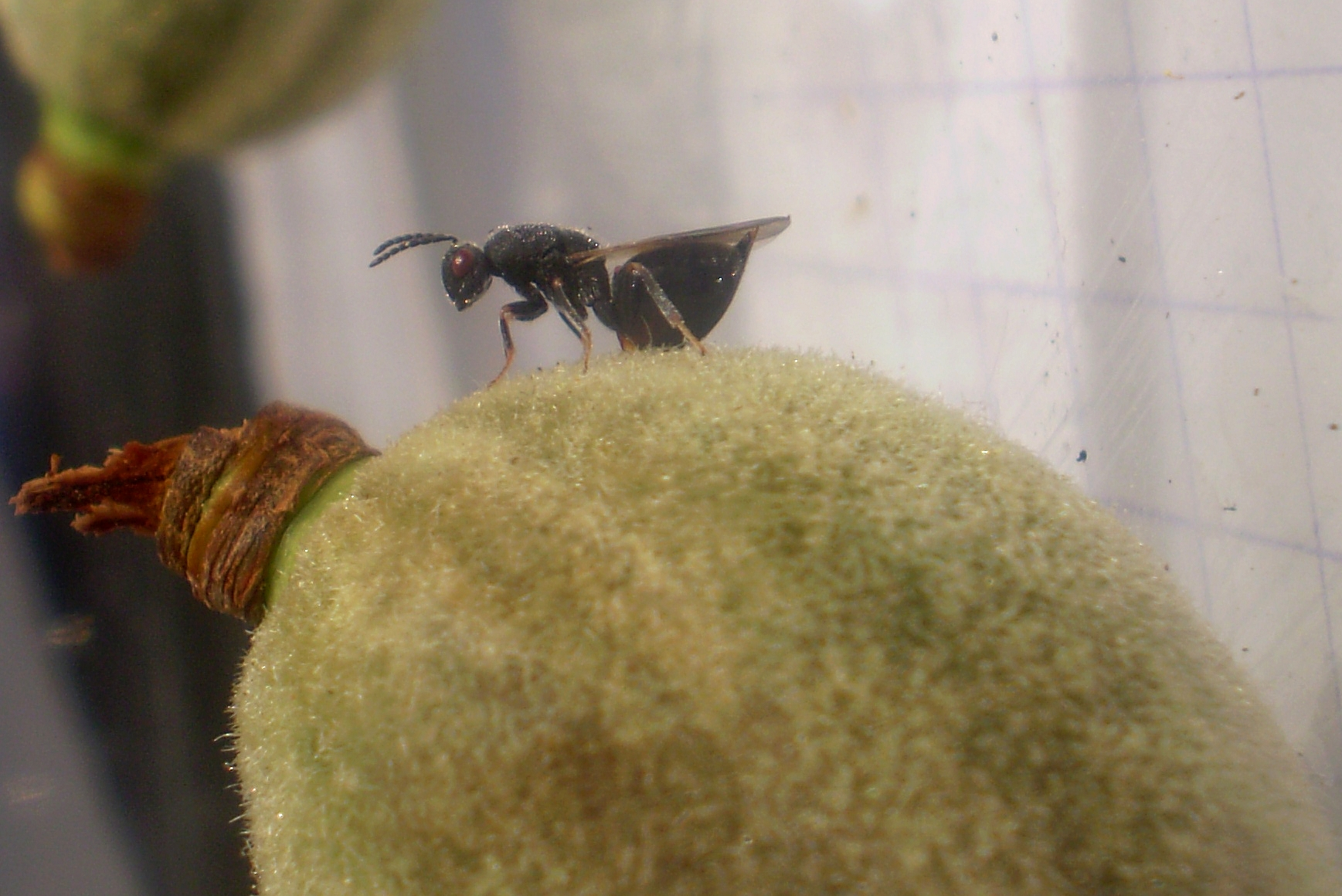
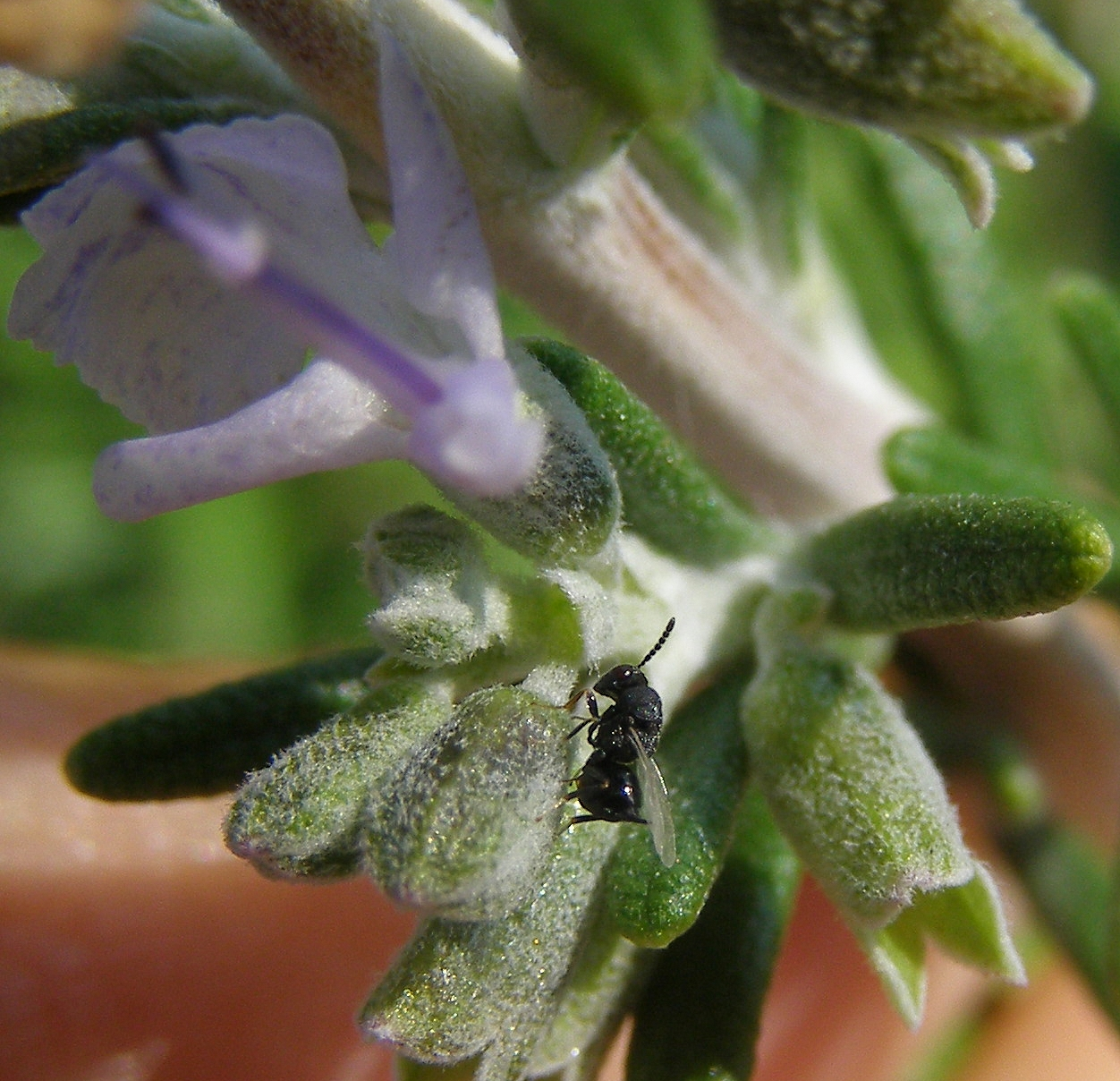
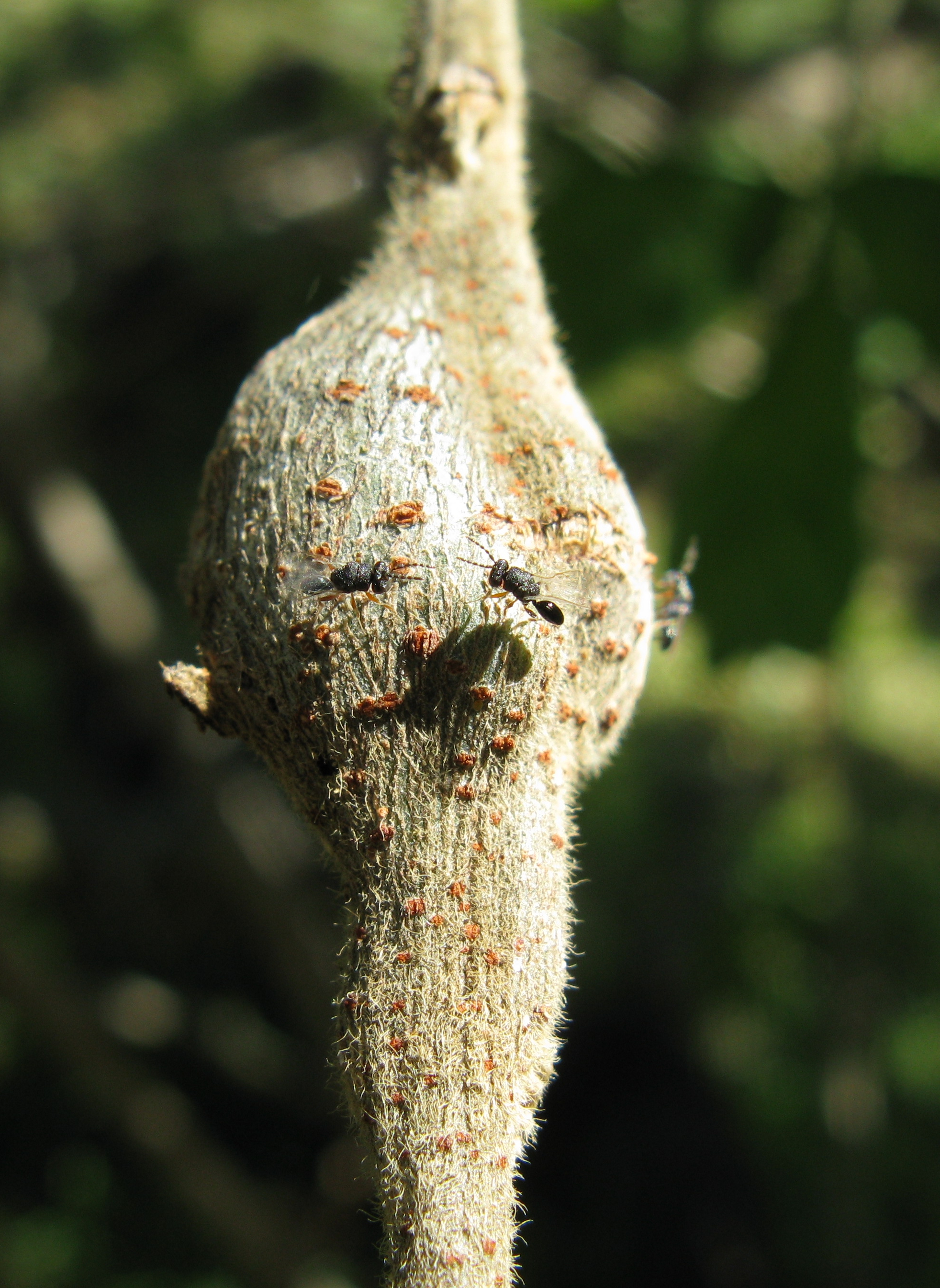
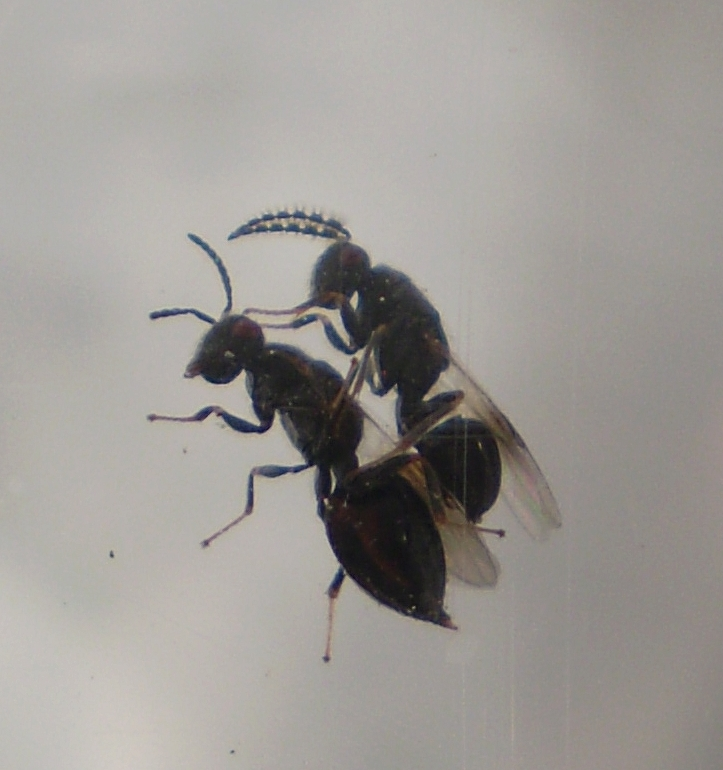

## Dottertaxa till kragglanssteklar, i alfabetisk ordning[1][2]
- Acantheurytoma
- Agriotoma
- Aiolomorphus
- Aplatoides
- Aranedra
- Archirileya
- Austrodecatoma
- Austrophotismus
- Ausystole
- Axanthosoma
- Axanthosomella
- Axima
- Aximogastra
- Aximogastroma
- Aximopsis
- Banyoma
- Bephrata
- Bephratelloides
- Bephratoides
- Boucekiana
- Bruchodape
- Bruchophagus
- Buresium
- Burksoma
- Calorileya
- Cathilaria
- Chryseida
- Chryseurytoma
- Conoaxima
- Dougiola
- Endobia
- Eudoxinna
- Eurytoma
- Eurytomaria
- Eurytomidia
- Eurytomocharis
- Exeurytoma
- Ficomila
- Foutsia
- Fronsoma
- Gibsonoma
- Giraultoma
- Heimbra
- Heimbrella
- Hexeurytoma
- Homodecatoma
- Houstonia
- Isosomodes
- Isosomorpha
- Macrorileya
- Mangoma
- Masneroma
- Matna
- Mesoeurytoma
- Neobephrata
- Neoeurytomaria
- Neorileya
- Nikanoria
- Paradecatoma
- Philippinoma
- Philolema
- Phleudecatoma
- Phylloxeroxenus
- Platyrileya
- Plutarchia
- Prodecatoma
- Prodecatomoidea
- Proseurytoma
- Pseudosystole
- Pseudotetramesa
- Pseudrileya
- Ramanuja
- Ramdasoma
- Rileya
- Risbecoma
- Stigmeurytoma
- Striateurytoma
- Subbaella
- Syceurytoma
- Sycophila
- Symbra
- Systole
- Systolema
- Tenuipetiolus
- Tetramesa
- Tetramesella
- Townesoma
- Zerovella